# اونزبرگ (ایندیانا)
اونزبرگ (به انگلیسی: Owensburg) یک منطقهٔ مسکونی در ایالات متحده آمریکا است که در شهرستان گرین، ایندیانا واقع شده‌است. اونزبرگ ۱۵٫۳۵ کیلومتر مربع مساحت و ۴۰۶ نفر جمعیت دارد و ۱۹۵٫۹۹ متر بالاتر از سطح دریا واقع شده‌است.